# 周山圖

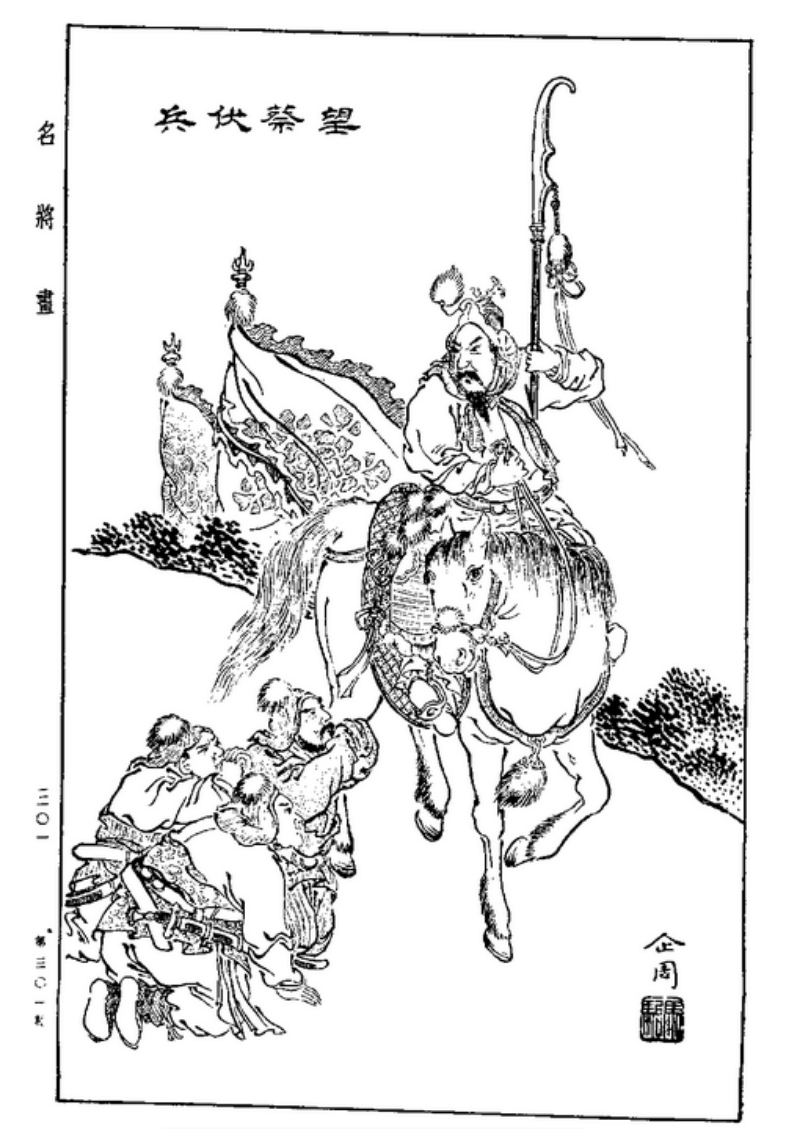
周山圖

周山圖（420年—483年），字季寂，義興義鄉人（今江蘇省宜興市東南）。南朝宋、南朝齊將領，曾參與討伐劉劭、討伐劉誕、義嘉之難、沈攸之起事及齊與北魏的戰爭等各項戰事。

## 生平

### 討平內亂
年少時家境貧苦，地位卑微，受人雇用抄書以維持生計。因其富有才能而獲任命為吳郡晉陵防郡隊主。元嘉三十年（453年）南朝宋孝武帝劉駿討伐弒父篡位的劉劭時，周山圖參與有功，獲賜爵關中侯。後來和周山圖有交情的沈僧榮擔任兗州刺史並出鎮瑕丘（今山東省濟寧市兗州區）就讓周山圖做自己建武府參軍。大明三年（459年）竟陵王劉誕據駐地廣陵（今江蘇揚州市）反抗孝武帝時，沈僧榮派周山圖帶領兩百人到沈慶之底下，接受他的調度，不過事後論功勳時卻被中書舍人戴明寶所壓下來沒得獎賞。在泰始初年，被封為殿中將軍。在義嘉之難，劉子勳獲得各地州郡長官的支持，聯兵攻打宋明帝時，僕射王彧舉薦周山圖等將領給宋明帝，明帝召山圖來談話後對他極為滿意，派他率領一百艘船作為先鋒。周山圖與佼長生等及後便攻破支持子勛一方的湖白、赭圻二城後獲授員外郎，加振武將軍。後參與在濃湖征討子勛一方西軍主力的行動，更在敵方潰敗後追擊至西陽郡。宋明帝讚賞他，並賞賜他苑西一區的房子。

### 武原禦敵
子勛敗後，原本支持子勛的徐州刺史薛安都等州郡長官都相繼向宋明帝投降，但明帝卻為了示威淮外而故意派前將軍沈攸之及鎮軍將軍張永領重兵接受安都投降，那時周山圖率領二千人到武原接應張永大軍的運輸隊。不過，由於重兵迎降的威懾令而後薛安都擔憂會遭明帝清算，遂改而向北魏投降，北魏軍隊於是南下，周山圖也遭到魏軍攻擊，山圖先據城防守，然後布置陣形，終殺出重圍，魏軍紛紛敗退，眾人皆稱他為「武原將」誇讚他的勇猛。不過張永大軍還是敗給了北魏主力，周山圖聚集了失散的一千多名士兵，駐守在下邳城。周山圖回軍後改任給事中、冗從僕射、直閣將軍。

### 平滅叛民
後來周山圖出戍錢唐縣的新城戍。泰始五年（469年），周山圖轉任龍驤將軍、歷陽令，領兵戍守豫州重鎮歷陽（今安徽和縣）。泰始六年（470年），周山圖領兵出屯浹口（今浙江寧波市東北），大設懸賞捉拿早前殺害鄞令耿猷的流民帥田流，田流不久便被其副手暨挐殺害，周山圖再於翌年分兵討滅據田流餘部自守的杜連及梅洛生，成功消滅田流這支地方勢力。另外豫章郡有賊帥張鳳盤據康樂山，宋明帝曾派兵討伐但不果，明帝遂派周山圖前去討伐，周山圖先以弱兵示人，並邀請張鳳來聚，更讓他帶兵自衞。張鳳不虞有詐前往，但到望蔡時卻遭周山圖預先在水邊埋伏的士兵突襲，李鳳當場被擊殺而百多人部眾即束手就擒。後周山圖轉寧朔將軍、漣口戍主，任內蓄漣水修築西城以攔阻北魏騎兵通過，並用蓄起的水作灌溉用途。元徽三年（475年），周山圖轉任步兵校尉、加建武將軍。後轉督高平下邳淮陽淮西四郡諸軍事、寧朔將軍、淮南太守。後又轉左中郎將。。

### 獻誠蕭齊
昇明元年（477年），蕭道成在宋後廢帝遇弒後主導改立宋順帝，並掌握朝權，周山圖遂投靠蕭道成，並向蕭道成密報荊州刺史沈攸之有異圖，要蕭道成早作準備。其時蕭道成以武陵王劉贊代替晉熙王劉燮出任郢州刺史，命周山圖領兵護衞武陵王西上。及後又為東下還都的劉燮及蕭賾殿後，而此時傳來沈攸之起兵的消息，周山圖支持蕭賾據湓口抵抗東下的沈攸之軍的計劃，蕭賾遂定計並將防禦事務的委託給他。周山圖徵用經過的船隻的船板建起高臺瞭望敵軍，同時以十日迅速立柵阻斷江面。蕭道成控制的宋廷亦即以蕭賾為西討都督，奉劉燮鎮守湓口以討伐沈攸之，周山圖則獲蕭賾舉薦為軍副，以前軍將軍加寧朔將軍，不久更進號輔國將軍。後沈攸之放棄迅速東下建康的策略而留攻柳世隆堅守的郢城，周山圖見其軍勢亦準確預測其將失敗。事平還都後，蕭道成命周山圖領部曲出戍京口（今江蘇鎮江市），並命他節度京口各軍。後遷輔國將軍、游擊將軍。

### 淮泗抗魏
建元元年（479年），蕭道成篡宋建齊，周山圖獲封廣晉縣男，食邑三百戶。同年六月壬申（7月6日）外任為假節督兗青冀三州徐州東海朐山軍事、寧朔將軍、兗州刺史。翌年進號輔國將軍，當時北魏南侵部隊攻至，蕭道成預料魏軍會不會直接進攻周山圖所鎮的淮陰，遂敕命授權周山圖隨機應變；而最終北魏進攻朐山，遭朐山戍主玄元度及青冀二州刺史盧紹之擊敗。擊退魏軍後，淮北有桓標之、司馬朗之等據五固聚眾向南齊請降，周山圖為蕭道成派往支援他們的其中一支部隊，但周山圖未到他們就被北魏討滅了，周山圖只好挾三百家人口返回淮陰。後周山圖上請東海郡移治漣口、在石鱉立陽平郡，皆得採納。
建元四年（482年），蕭道成去世，皇太子蕭賾即位，以周山圖為竟陵王蕭子良的鎮北司馬，輔國將軍帶南平昌太守。蕭賾念及昔日在湓口共同防備沈攸之的情誼，讓他自由出入殿省，甚見親待。後轉黃門郎，領羽林四廂直衞。其時周山圖在建康附近的新林立宅，每日早晚往返，蕭賾擔憂他途中會遇到危險，命令他可以帶著護衞隨行；不久周山圖患病，蕭賾亦以手敕詢問其病情，亦送醫者及藥物給他。永明元年（483年），周山圖去世，享年六十四。

## 性格特徵
周山圖年輕時氣力很大，亦有數人的食量，和鄉里出獵都常常做領袖指揮眾人，心願是成為將領。他雖有氣力，但卻不擅長騎射，亦不太會寫文章，不過他為人正直寡言，從不說人是非。早年愛飲酒，酒後常犯過失，遭到宋明帝多番斥責，最後自己改過來。任淮南太守時有盜墓者掘了桓溫墓穴獲得大批財物，其客偷偷拿了些獻給山圖，但山圖卻不收，更將其封還官府。

## 延伸阅读
[在维基数据编辑]
 《南齊書·卷29》，出自萧子显《南齊書》
 《南史·卷46》，出自李延壽《南史》